# بو كايزر
بو كايزر (بالسويدية: Bo Kaiser)‏ هو متسابق يخت سويدي، ولد في 6 مارس 1935.

## وصلات خارجية
- بو كايزر على موقع أوليمبيديا (الإنجليزية)
- بو كايزر على موقع اللجنة الأولمبية السويدية (السويدية)